# Moniquirá
Moniquirá, « la ville sucrée de la Colombie », est située dans la partie Nord-Ouest du département de Boyacá, en Colombie.
La température y est de 20 degrés en moyenne.